# Fixem
Fixem é uma comuna francesa na região administrativa de Grande Leste, no departamento de Mosela. Estende-se por uma área de 3,53 km². Em 2010 a comuna tinha 420 habitantes (densidade: 119 hab./km²).